# Gare d'Avallon
La gare d'Avallon est une gare ferroviaire française des lignes de Cravant - Bazarnes à Dracy-Saint-Loup et d'Avallon à Nuits-sous-Ravières, située sur le territoire de la commune d'Avallon, dans le département de l'Yonne, en Bourgogne-Franche-Comté.
C'est une gare de la Société nationale des chemins de fer français (SNCF), desservie par des trains TER Bourgogne-Franche-Comté.

## Situation ferroviaire
Établie à 254 m d'altitude, la gare d'Avallon est située au point kilométrique (PK) 228,674 de la ligne de Cravant - Bazarnes à Dracy-Saint-Loup, elle est la dernière gare ouverte, le terminus voyageurs, après la gare de Sermizelles - Vézelay. C'est une ancienne gare de bifurcation, origine de la ligne d'Avallon à Nuits-sous-Ravières (déclassée).
Elle est équipée de deux quais : le quai « 1 » dispose d'une longueur utile de 147 m pour la voie « 2 » et le quai « 2 » d'une longueur utile de 185 m pour la voie « 1 ».

## Histoire
La ligne entre Cravant Bazarnes et Avallon a été ouverte le 20 octobre 1873 et a été prolongée jusqu'à Dracy Saint-Loup via Autun le 23 août 1882 où elle rejoignait la ligne Dijon - Nevers.

## Service des voyageurs

### Accueil
Gare SNCF, elle dispose d'un bâtiment voyageurs, avec guichet, ouvert tous les jours. Elle est notamment équipée d'automates pour l'achat de titres de transport et d'une salle d'attente.

### Desserte
Avallon est desservie par des trains TER Bourgogne-Franche-Comté qui effectuent des missions entre les gares de Paris-Bercy, ou de Laroche - Migennes, et d'Avallon.

### Intermodalité
Un parking pour les véhicules y est aménagé. Elle est desservie par des cars TER Bourgogne-Franche-Comté à tarification SNCF, qui circulent entre les gares de Cravant - Bazarne et d'Avallon. Elle est également desservie par la ligne 119 du réseau Mobigo.

## Service des marchandises
La gare d'Avallon est ouverte au service du fret (code gare : 683789). Elle comporte une installation terminale embranchée.